# 永井尚庸

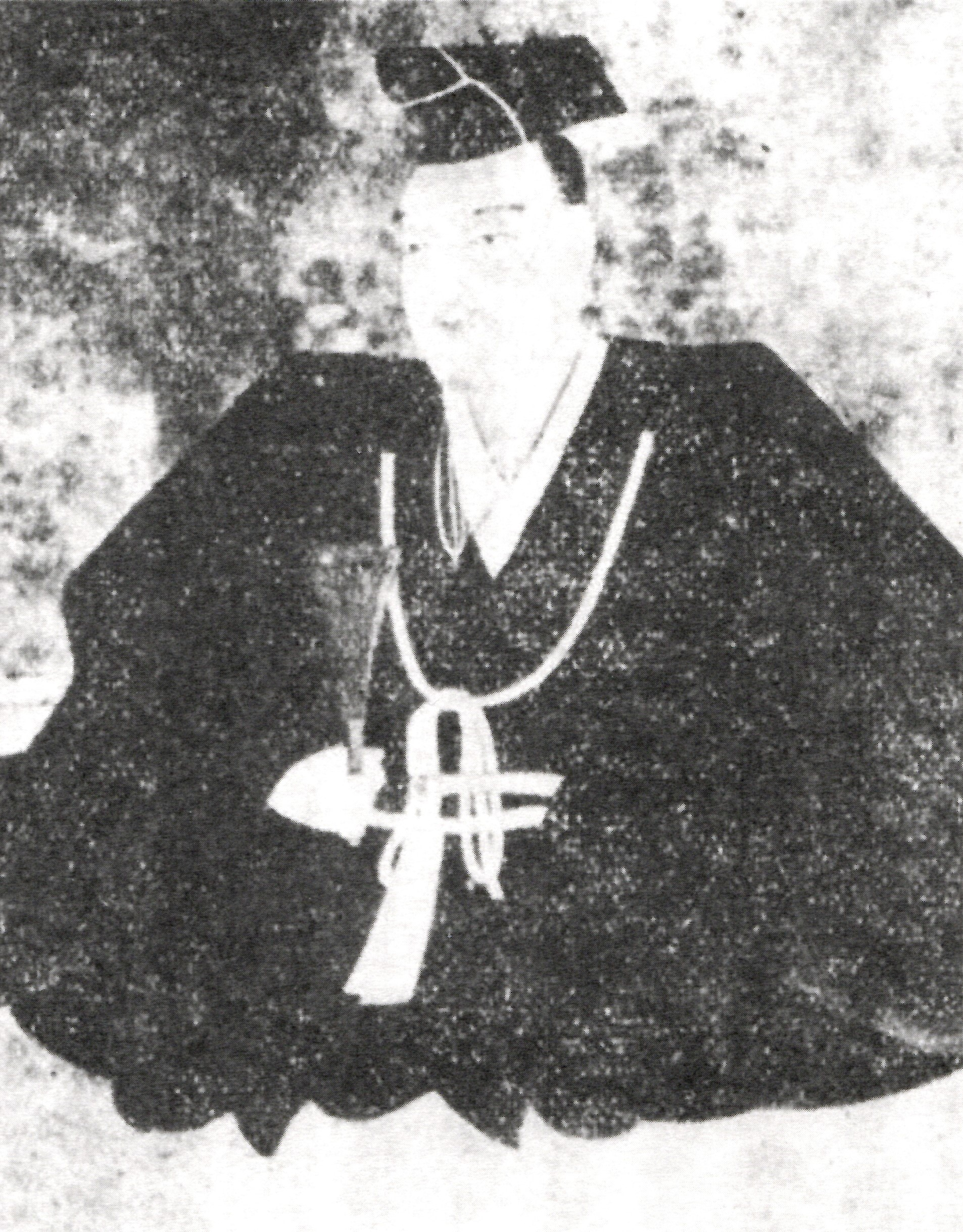
永井尚庸

永井 尚庸（ながい なおつね、寛永7年（1631年） - 延宝5年3月27日（1677年4月28日））は、江戸時代前期の大名。尚庸系永井家初代。
山城国淀藩主・永井尚政の三男。母は内藤清成の娘。正室は稲葉正吉の娘、継室は太田資宗の娘。子は永井尚附（長男）、永井直敬（次男）、松平定盈（三男）がいる。官位は従四位下侍従、伊賀守。

## 生涯
1641年に三代将軍徳川家光に出仕し、のち将軍世子であった徳川家綱の小姓を務め、1652年に蔵米1千俵を与えられた。
万治元年（1658年）、父の隠居に伴い河内国内で2万石を分与され、大名となった。蔵米1千俵は収公されている。
その後、1663年（33）に大坂加番となり、1664年、『本朝通鑑』編纂の奉行に任じられた。1665年に奏者番、さらに若年寄に任じられた。
寛文10年（1670年）に京都所司代に任じられ、山城・摂津・河内国内で1万石を加増され計3万石となった。
延宝4年（1676年）4月に病気を理由に願いを出し、京都所司代を免ぜられた。翌延宝5年（1677年）に死去し、跡を次男の直敬が継いだ。享年47。墓所は宇治市の興聖寺。
子孫は転封を繰り返した後、美濃加納藩主として明治維新を迎えた。

## 系譜
父母
- 永井尚政（父）
- 内藤清成の娘（母）

正室、継室
- 旗本稲葉正吉の娘（正室）
- 遠江浜松藩主太田資宗（若年寄）の娘（継室）

子女
- 永井尚附（長男）
- 永井直敬（次男）生母は継室
- 松平定盈（三男）